# Dabaozishan
Dabaozishan  (chinesisch 大堡子山遗址及墓群, Pinyin Dàbǎozishān yízhǐ jí mùqún – „Stätte und Gräber von Dabaozishan“) ist eine nach dem Dabaozi Shan benannte archäologische Stätte im Kreis Li der bezirksfreien Stadt Longnan im Südosten der nordwestchinesischen Provinz Gansu.
Hier wurden verschiedene Musikinstrumente aus der Zeit der Qin-Dynastie entdeckt, drei Bo-Glocken, acht Yong-Glocken und drei Bronzetiger. Der Fund liefert wichtige Materialien für die Erforschung der Riten, der Musik, des Opferwesens und der Bronzegusstechniken der frühen Qin-Dynastie (221–206 v. Chr.).
Die Stätte und Gräber von Dabaozishan stehen seit 2001 auf der Liste der Denkmäler der Volksrepublik China (5–121).